# Heikendorf
Heikendorf est une commune de l'arrondissement de Plön, dans le Land de Schleswig-Holstein.

## Géographie
La commune se situe dans la fœrde de Kiel, entre Mönkeberg et Laboe.

## Histoire
La première mention écrite date de 1233 sous le nom de « Dorf des Heike » (« village de Heike »). Plus apparaissent les villages de Schrevenborn (1290), Neuheikendorf (1479) et Möltenort (1613).
En 1767, Karl-Friedrich von Mewius entame la conversion de l'agriculture domaniale en fermes indépendantes.
En 1913, Alt Heikendorf et Möltenort sont fusionnés dans Heikendorf, comme Neu Heikendorf et Schrevenborn en 1928.
En 1923, le peintre Heinrich Blunck s'installe à Heikendorf. C'est le début de la Colonie d'artistes d'Heikendorf.
Heikendorf est durant les deux guerres mondiales une station pour les U-boot. Un monument en la mémoire de ces marins constitue un point de repère depuis la mer. Il s'agit d'un colonne surmontée par un aigle en bronze.
Le village de pêcheurs est aussi un lieu très apprécié par les artistes, notamment Adolf Brütt.
Depuis 1967, Heikendorf est reconnu station balnéaire.

## Personnalités liées à la commune
- Georg Burmester (1864–1934) peintre et membre de la colonie d'artistes Heikendorf
- Fritz Lau (1872-1966) écrivain bas allemand
- Hans Neufeldt (1874-1963), ingénieur, y est mort ;
- Rudolf Behrend (1895–1979) peintre, graphiste et membre de la colonie d'artistes Heikendorf
- Oscar Droege (1898–1983) peintre et membre de la colonie d'artistes Heikendorf
- Adolf Dethmann (1896-1979) ingénieur et activiste communiste
- Hermann Riecken (1901-1985) NS-maire de Heikendorf et NS-commissaire régional dans la Baltique
- Hans-Joachim Czub (1951–2016), avocat et juge à la Cour fédérale de justice
- Klaus-Dieter Flick (née en 1937) courtier en finance et collectionneur d'objets de dévotion nazi
- Christopher Ecker (né en 1967), écrivain, ancien professeur au gymnasium.
- Freya Hoffmeister (née en 1964), navigatrice en canoë
- Robert Habeck (né le 2 septembre 1969 à Lübeck) écrivain et homme politique de l'Alliance 90 / Les Verts